# Villafrades de Campos (kommunhuvudort)
Villafrades de Campos är en kommunhuvudort i Spanien.   Den ligger i provinsen Provincia de Valladolid och regionen Kastilien och Leon, i den norra delen av landet, 210 km nordväst om huvudstaden Madrid. Villafrades de Campos ligger 764 meter över havet och antalet invånare är 101.
Terrängen runt Villafrades de Campos är platt. Runt Villafrades de Campos är det glesbefolkat, med 17 invånare per kvadratkilometer. Närmaste större samhälle är Villalón de Campos, 5,7 km väster om Villafrades de Campos. Trakten runt Villafrades de Campos består till största delen av jordbruksmark.